# 무크
무크(일본어: ムック, mook)는 잡지와 단행본의 특성을 동시에 갖는 출판물이다. 형태는 잡지와 비슷하나 잡지와는 달리 부정기적으로 발행된다.

## 참고 자료
- 이 문서에는 다음커뮤니케이션(현 카카오)에서 GFDL 또는 CC-SA 라이선스로 배포한 글로벌 세계대백과사전의 내용을 기초로 작성된 글이 포함되어 있습니다.